# Gauribidanur
Gauribidanur (o Goribidnur, Gauibidanur) è una città dell'India di 30.530 abitanti, che era situata fino a 2007 nel distretto di Kolar e da tale data invece del nuovo distretto di Chikballapur, nello stato federato del Karnataka. In base al numero di abitanti la città rientra nella classe III (da 20.000 a 49.999 persone).

## Geografia fisica
La città è situata a 13° 36' 40 N e 77° 31' 0 E e ha un'altitudine di 693 m s.l.m..

## Società

### Evoluzione demografica
Al censimento del 2001 la popolazione di Gauribidanur assommava a 30.530 persone, delle quali 15.591 maschi e 14.939 femmine. I bambini di età inferiore o uguale ai sei anni assommavano a 3.315, dei quali 1.716 maschi e 1.599 femmine. Infine, coloro che erano in grado di saper almeno leggere e scrivere erano 21.947, dei quali 11.950 maschi e 9.997 femmine.